# チャイニーズ・ウォリアーズ
『チャイニーズ・ウォリアーズ』（原題：中華戰士）は、1987年のアクション香港映画。ミシェール・キング主演。
日本では劇場未公開で『チャイニーズ・ウォリアーズ』の邦題でVHS発売されたが、DVD発売の際に原題と同じ『中華戦士』に改題された。

## ストーリー
小型飛行機で中国各地を回って仕事を請け負っているパイロットのミンミン・フーは、武器商人との仕事で小さな村を訪れる。だが武器商人が依頼主に品物の銃で殺され、ミンミンの雇い料金も含まれている金を奪われそうになる。そこで彼女は、愛用のムチとカンフーで依頼主と共謀する村人達を打ちのめして金を取り返し、飛行機で逃げ去る。その頃、日本軍に占領されているカール市の若き支配者ヤウダは、日本軍の栂司令官から化学兵器工場を市内に建設させるよう迫られていた。計画を阻止するために国の実力者はエージェントのスカイ1号を送り、ヤウダと情報のやり取りをさせていた。ミンミンの祖父と実力者は、ミンミンの能力なら計画を妨害できると考え、彼女に頼み込んでカール市に向かわせる。
実力者は目印として腕時計を付けた鳩を飛ばし、その腕時計を付けた人物がスカイ1号だとミンミンに伝える。しかしスカイ1号が腕時計を受け取る直前に敵に見つかり、逃げた鳩を詐欺師のルークが捕まえて食べてしまう。鳩から取った腕時計を付けて賭けをするためカール市に来たルークは、賭博場でイカサマをやったことがばれて喧嘩になり、さらに詐欺の罪で指名手配されていたことが判明して捕まりそうになる。そこにヤウダの恋人であるチンチンが現れて危機を脱したと思われたが、彼女はルークが罪人だと知ると彼を置いて立ち去ってしまう。カール市に到着したミンミンは男たちに囲まれているルークが腕時計を付けているのを見て、彼がスカイ1号だと思い助ける。そして彼と一緒にヤウダを助けに行くが、日本兵に騙されて捕らえられそうになる。すると本物のスカイ1号が日本兵を撃退し、本物が現れたのを見たルークは逃げて行く。
ヤウダの屋敷に侵入した2人は、ヤウダとチンチンに会う。ミンミンは栂司令官の部下を倒し、ヤウダを連れて屋敷から出る。一方、司令官たちの行動を監視していたスカイ1号は、連行されてきたルークが毒ガスの実験台にされかかっていたのを助け、戻ってきたミンミンやチンチンと共に脱出する。ミンミン、スカイ1号、ヤウダ、チンチン、そして突如参加することになったルークの5人は、毒ガス工場の建設を阻止するために日本軍に戦いを挑む。

## キャスト
※括弧内はVHS版日本語吹替（DVD未収録）
- ミンミン・フー - ミシェール・キング（戸田恵子）
- ルーク - リチャード・ン（富山敬）
- スカイ1号 - イー・トンシン（牛山茂）
- ヤウダ - ローウェル・ロー（中国語版）（江原正士）
- チンチン - シンディ・ラウ（伊藤美紀）
- 栂司令官 - 松井哲也（梅津秀行）

吹替その他
梁田清之、荒川太郎、神山卓三、小林通孝、小室正幸、小形満、島田敏、筈見純、佐藤正治、石森達幸、村松康雄、小関一、定岡小百合

## スタッフ
- 監督：デイヴィッド・チャン
- 脚本：ツァン・カンチェオン（中国語版）
- 製作：リンダ・クック、ジョン・シャム（中国語版）
- 製作総指揮：ディクソン・プーン（中国語版）
- 撮影監督：デヴィッド・ムーア
- 編集：チュン・クォクエン
- プロダクションデザイナー：オリヴァー・ウォン
- 武術指導：トン・ワイ、コン・タオホー、フォン・ハクオン（中国語版）
- 音楽：チャン・ウィンレオン（中国語版）、レナート・ピッチオーニ

日本語版スタッフ
- 演出：松岡裕紀
- 翻訳：伊原奈津子
- 調整：遠西勝三、新井保雄
- 制作：プロセンスタジオ